# Арґішті Ⅰ
Арґішті Ⅰ (Арґішті, син Менуа) — цар держави Урарту, період правління 786—764 рр. до н. е. Арґішті Ⅰ успішно відбив атаки Ассирії, розширив кордони Урарту в Закавказзі, заснував місто Еребуні на околиці сучасного Єревану.

Урарту під час правління Арґішті Ⅰ

У період правління Арґішті Ⅰ Урарту перебувала в зеніті своєї могутності. Завоювання батька Арґішті Ⅰ Менуа, перетнули шляхи стратегічних поставок заліза та коней з Західної Азії в Ассирію, що дало Урарту важливу перевагу перед сусідньою Ассирією. Колишня могутність Ассирії в Західній Азії перейшла, таким чином, до Урарту. Арґішті Ⅰ, однак, не намагався завоювати Ассирії, а лише успішно відбивав її спроби повернути собі втрачені торговельні шляхи. Крім цього, Арґішті Ⅰ здійснив ряд успішних походів в країну Мана, яка надовго потрапила під урартський вплив, а також суттєво просунув кордони Урарту в Закавказзі. Тут під час правління Арґішті Ⅰ було засноване місто Арґіштіхінілі на місці сучасного Армавіру і місто-фортеця Еребуні на пагорбі Арін-Берд поблизу сучасного Єревану, початкове населення якого склали полонені «країни Хатті». Фортеця Еребуні використовувалася надалі урартськими військами для походів у глиб району озера Севан.
|  | Переклад напису: Величчю бога халді Арґішті, син Менуа, цю могутню фортецю побудував; встановив її ім'я Еребуні для могутності країни Біайні і для залякування ворожої країни. Земля була пустельною, могутні справи я тут зробив. Величчю бога халді Арґішті, син Менуа, цар могутній, цар країни Біайні, правитель міста Тушпи. |

Сила урартскої зброї періоду правління Арґішті Ⅰ забезпечила стабільність усередині країни. Величезний обсяг будівництва зрошувальних каналів, зроблених батьком Арґішті Ⅰ Менуа, і внутрішня стабільність сприяли розвитку сільського господарства Урарту і збагаченню країни. Очевидно, основна активність Арґішті Ⅰ була зосереджена у Закавказзі, на території сучасної Вірменії — саме тут було виявлено дванадцять із відомих дев'ятнадцяти написів Арґішті Ⅰ. Можливо, в містах Арґіштіхінілі і Еребуні існували резиденції Арґішті Ⅰ. На території Закавказзя Арґішті Ⅰ продовжив діяльність свого батька — розвивав сільське господарство, садив виноградники, прокладав зрошувальні канали.